# Condylostylus argentifer
Condylostylus argentifer är en tvåvingeart som beskrevs av Octave Parent 1929. Condylostylus argentifer ingår i släktet Condylostylus och familjen styltflugor. Inga underarter finns listade i Catalogue of Life.